# Allioni-Primel
Die Allioni-Primel (Primula allionii) ist eine Pflanzenart aus der Familie der Primelgewächse (Primulaceae). Sie kommt in den Alpen des nordwestlichen Italien und südöstlichen Frankreich vor.

## Beschreibung
Die einzeln oder in Gruppen wachsende Allioni-Primel ist eine kleinwüchsige, ausdauernde, krautige Pflanze und misst im Durchmesser etwa 8 bis 10 (höchstens bis 20) Zentimeter.
Die etwa 3 bis 5 Zentimeter langen Laubblätter stehen in einer grundständigen Rosette zusammen. Die eiförmigen oder eiförmig-länglichen und grün-gräulichen Blattspreiten verjüngen sich allmählich zum Stiel und sind ausdauernd, sodass die vertrockneten Altblätter die sich frisch bildende Rosette umschließen. Die Blätter sind dicht, flaumig, drüsig und klebrig behaart (Trichome). Der Blattrand ist gezähnt oder ganzrandig.
Auf kurzen Blütenstandsschäften, die niedriger als die Blattrosette sein können, stehen doldige Blütenstände. Die zwittrigen Blüten sind radiärsymmetrisch und fünfzählig. Die fünf dicht mit klebrigen Haaren besetzten Kelchblätter sind verwachsen und enden mit oval-stumpfen Kelchzähnen. Die fünf Kronblätter sind verwachsen. Die Kronröhre ist länger als der Kelch. Die leuchtend rosafarbene Krone besitzt ein weißes Auge und einen Durchmesser von etwa 2 bis 3 Zentimeter. Die fünf abgeflachten Kronlappen sind leicht oder deutlich gekerbt.
Der haltbare Kelch ist länger als die kugelförmige Kapselfrucht, die sich bei Reife mit lanzettlich zugespitzten Kapselzähnen öffnet.
Die Chromosomenzahl beträgt 2n = etwa 66.

## Vorkommen
Die Allioni-Primel kommt in felsigen Regionen der Westalpen des nordwestlichen Italien und südöstlichen Frankreich vor. Sie gedeiht nach L.B.Zhang in Höhenlagen von 650 bis 1900 Meter Meereshöhe.

## Systematik
Die Erstbeschreibung von Primula allionii erfolgte 1809 durch Jean-Louis-Auguste Loiseleur-Deslongchamps in Journal de Botanique (Desvaux), Band 2, Seite 262. Primula allionii gehört zur Untersektion Euauricula aus der Sektion Auricula in der Untergattung Auriculastrum innerhalb der Gattung Primula.